# CKLE-FM
CKLE-FM est une station de radio canadienne néo-brunswickoise détenue par la compagnie Radio de la Baie Ltée. Elle est située à Bathurst, au Nouveau-Brunswick et diffuse à la fréquence 92,9 MHz sur la bande FM d'une puissance de 100 000 watts. La programmation est aussi entendue via CJVA-FM (en) 94,1 MHz à Caraquet.
Il s'agit de la plus importante station de radio francophone dans la province. Elle diffuse aussi à Shippagan, Tracadie et Miramichi.

## Histoire
Le 20 juillet 1987, Radio de la Baie Ltée a donné l'approbation pour actionner une station de radio de la langue française dans la région de Bathurst à 97,1 MHz avec une puissance efficace de 10 000 watts ainsi qu'une station de radiodiffusion dans la région de Dalhousie et Campbellton à 102,7 MHz avec puissance de 10 000 watts. C'était une condition qu'une fréquence autre que 97,1 MHz soit employée à Bathurst. Radio de la Baie a possédé trois stations du secteur AM - CJVA Caraquet (70 %), CKBC Bathurst (20 %) et CKNB Campbellton (10 %). CJVA était en français et les deux autres stations étaient en anglais. Les proportions de la propriété ont été déterminées selon l'impact prévu que le nouveau réseau FM aurait sur leurs revenus.
Le 29 février 1988, Radio de la Baie Ltée est autorisée à employer la fréquence 104,9 MHz avec une puissance rayonnée toujours de 100 000 watts pour sa nouvelle station à Bathurst.
Le 5 août, Radio de la Baie Ltée avait donné l'approbation de changer l'endroit de son studio principal proposé à Bathurst à Caraquet, et pour établir un studio secondaire chez Bathurst. L'approbation a été également donnée à la puissance d'augmentation pour l'émetteur de Dalhousie et Campbellton, de 10 000 à 14 000 watts et pour changer la fréquence de 102.7 à 100,7 MHz. L'endroit d'émetteur se déplacerait également de l'emplacement actuel proposé (tour de CN/CP) à l'antenne du CBC a situé approximativement 1,3 km au nord-ouest.
Le 1er septembre 1989, CKLE-FM a été autorisé pour changer la fréquence de 104.9 en 92,9 MHz. et pour replacer l'émetteur à un endroit à côté de l'emplacement de CN/CP pour augmenter la taille de l'antenne.
C'est le 29 mars 1990 que CKLE a commencé à diffuser de la programmation.
En 1991, le CRTC avait annoncé qu'il voulait parler à CKLE-FM pour s'entendre sur le retard qui était prévu pour la construction d'une retransmission radio pour CKLE dans la région de Campbellton.
Dans les années 1992, le CRTC a donné le droit d'approbation à CKLE pour replacer son studio principal de Caraquet à Bathurst, tout en gardant les équipements du studio de Caraquet.
En 1995, CKLE-FM a commencé à radiodiffuser de 18 h à minuit à CJVA-AM de Caraquet.
C'est à partir de 1997, CJVA recevait la programmation de CKLE sauf pour quatre heures par semaine.
Le 9 février 2006, le CRTC a approuvé une application pour modifier le permis de CKLE-FM afin de l'autoriser pour annoncer un maximum de 1 heure et 30 minutes de programmation en anglais. Le concessionnaire a assouvi l'amendement fournirait aux auditeurs qui parlent anglais de Bathurst la meilleure information sur les activités ayant lieu dans la région. La programmation composerait de l'information pour les touristes, des promotions, des concours et de quelques choix musicaux en anglais et français. CKLE-FM n'annoncerait pas les messages commerciaux de langue anglaise.
Finalement en 2010, CKLE célébrait son 20e anniversaire. Pour cette occasion, la station offrait des tasses, des aimants ainsi que des T-shirts promotionnels.

## Retransmetteurs
CKLE a une station de retransmissions située à Caraquet, au Nouveau-Brunswick.
Nommée avec les lettres CJVA sur la bande AM et sur la fréquence 810 kHz, elle diffuse certaines émissions de CKLE excepté quelques-unes d'entre elles. Elle est active dans tout le secteur de la Péninsule acadienne et une partie de la Miramichi. Cette station est aussi une station pour des émissions spéciales comme par exemple la messe dominicale diffusée le dimanche à 10 h. Tout comme CKLE, CJVA réserve une histoire qui commence tout d'abord en 1973.
1973 : Le 18 juillet, le Dr Alphee Michaud a accordé une licence pour une nouvelle station radio AM à Caraquet. La station de langue française proposée pourrait être affiliée à Radio-Canada. 
1975 : Le 11 juillet, Radio Acadie Ltee était autorisée à émettre 1 900 actions ordinaires à Dr Demetrio Mea, Dr Bruno Selosse, Rufino Lundry, Ali Lebouthillier, Lionel Breau, Richard Losier, Ulysse Breau et Donat Breau. Cinq cents actions seraient alors transférées à ces personnes. La station n'était toujours pas en ondes. On espérait que la nouvelle structure fournirait le financement pour que les choses soient en cours. 
1976 : La licence a été renouvelée pour un an et un transfert de partage a été approuvé. La station n'était toujours pas en ondes. La licence est maintenant considérée comme FM pour être plus réaliste, mais ils ont dit que n'importe quelle application FM aurait été considérée sur la même base que celle de toute partie d'application pour ce service. 
1977 : CJVA a commencé la diffusion le 15 septembre, fonctionnant sur la fréquence 810 AM avec une puissance de 10 000 watts. C'est alors que Radio Acadie Ltee. décida de détenir et exploités CJVA et de diffuser des émissions en français.
1981 : Les propriétaires de CJVA ouvrent la station CHLR-AM à Moncton.
1995 : CKLE-FM Bathurst a commencé la diffusion simultanée de 18 h à minuit sur CJVA.
1997 : À cette époque, CJVA recevait la programmation de CKLE pour toutes les émissions mais à l'exception de quatre heures par semaine. 
2005 : Le 29 juin, le CRTC a renouvelé le permis de CJVA jusqu'au 31 août 2012.

## Diffuseur officiel du Titan d'Acadie-Bathurst
Le Titan d'Acadie-Bathurst et CKLE-FM 92,9 était fier d'annoncer que le 25 mai 2009, ils ont fait une entente pour que la station de radio soit diffuseur officiel du Titan. Cette position sert à diffuser les matchs lorsque l'équipe est à l'extérieur de la région. Le directeur général de la Superstation ainsi que la copropriétaire de Titan se réjouit de cette nouvelle. « Cela fait 11 ans déjà que l’on a une relation étroite avec CKLE et l’entente qu’on vient de signer est une preuve que tous veulent continuer à travailler ensemble pour rejoindre le plus de partisans possible ». mentionne la copropriétaire. Cela servirait à réunir un ensemble de 100 000 personnes lors de la diffusion des matchs.

## Dans la communauté
CKLE/CJVA ont tous pour les besoins dans la communauté, nouvelles locales, régionales, nationales, sports locaux et professionnels, musique à 65 % en français et 35 % en anglais. Passant par les entrevues, chroniques Internet, finances et santé. Les artistes locaux professionnels et semi-professionnels occupent une grande espace dans la radiodiffusion, c'est une occasion pour les nouveaux artistes de la région de se faire connaître. Avec sa capacité de 100 000 watts de puissance, il peut rejoindre la partie sud de la Gaspésie notamment Bonnaventure.

## Radiothon des Roses
Le Radiothon des Roses est un évènement annuel qui se déroule généralement vers la fin avril. Cet évènement sert à récolter des fonds pour les hôpitaux des régions du Nord-Est pour l'achat de nouveaux matériaux dont l'objectif premier des dernières années était de renouveler l'appareil mammographique à l'Hôpital régional Chaleur. Le radiothon est diffusé simultanément dans les deux territoires du Nord-Est, soit la région Chaleur et celle de la Péninsule Acadienne. La station CKLE répand ses animateurs dans toute la région. On compte deux studios dans Chaleur (Petit-Rocher et Bathurst) et six dans la Péninsule Acadienne (Caraquet, Tracadie-Sheila, Néguac, Lamèque, Miscou et Shippagan). Voici les résultats des dernières années :
| Région                     | Objectif  | Argent amassé |
| -------------------------- | --------- | ------------- |
| Chaleur - 2008             | Inconnu   | 104 337 $     |
| Péninsule Acadienne - 2008 | Inconnu   | 58 386 $      |
| Chaleur - 2009             | 100 000 $ | 107 219 $     |
| Péninsule Acadienne - 2009 | 60 000 $  | 66 131 $      |
| Chaleur - 2010             | 100 000 $ | 109 126 $     |
| Péninsule Acadienne - 2010 | 60 000 $  | 80 495 $      |
| Chaleur - 2011             | 100 000 $ | 102 999 $     |
| Péninsule Acadienne - 2011 | 60 000 $  | 78 989 $      |